# Kasteel van Boumois
Het Kasteel van Boumois (Frans: Château de Boumois) is eind 15e en begin 16e eeuw gebouwd door baron de Thory als militaire vestiging. Later is het verbouwd zodat het geschikt werd om in te wonen. De bekendste bewoner is Aristide Dupetit-Thouars geweest, hij werd er in 1760 geboren. Aristide Dupetit-Thouars weigerde in 1798 in de Slag van Aboukir zijn schip "Le Tonnant" over te geven en sneuvelde op heldhaftige wijze in de daarop volgende strijd.
Het Kasteel van Boumois is te bezichtigen in Saint-Martin-de-la-Place in de gemeente Gennes-Val-de-Loire.